# 巴黎半島酒店
巴黎半島酒店（英語：The Peninsula Hotels）是法國巴黎的一座高檔酒店，最初名為大華酒店（Hotel Majestic），位於巴黎十六區克勒貝爾大街。這座酒店開業於1908年，並在1936年改為政府辦公樓。第一次世界大戰時，該建築曾作為戰地醫院使用，大多數職員是英國貴族。第二次世界大戰的德國佔領巴黎期間，酒店建築被作為德國佔領軍總部使用。在驅逐巴黎猶太人和1944年刺殺希特勒行動中，該建築發揮重要角色。在經過大規模整修之後，該建築在2014年8月以巴黎半島酒店名義開業，重新作為酒店使用。

## 歷史

### 修建酒店之前
克勒貝爾大街是喬治-歐仁·奧斯曼的巴黎改造計劃的一部分。這條道路最初名為羅馬大街（l'avenue du Roi de Rome），紀念拿破崙一世之子拿破崙二世。1864年，一位名為亞歷山大·巴西萊夫斯基（Alexander Petrowitsch Basilewski）的俄羅斯人富翁在羅馬大街19號修建了一座宮殿，由建築家克萊蒙特·帕倫特設計。1868年，巴西萊夫斯基將宮殿賣給塞斯托公爵。他將這座宮殿更名為卡斯蒂利亞宮（Palacio Castilla）。塞斯托公爵系代表被逐出西班牙國內的西班牙女王伊莎貝拉二世購買這座建築。此後卡斯蒂利亞宮被用作伊莎貝拉二世的住所。1870年6月，伊莎貝拉二世在卡斯蒂利亞宮正式宣布退位。此後直到1904年去世時，伊莎貝拉二世都住在巴黎。在經過美國政府和比利時國王的爭奪戰之後，卡斯蒂利亞宮被酒店業巨頭萊昂納多·陶伯（Leonard Tauber）收購。

### 大華酒店

#### 第一次世界大戰和戰間期
陶伯在大華酒店原址上修建了高檔酒店大華酒店，並保留了伊莎貝拉二世的浴室裝潢，包括總統套房內的大理石浴缸。酒店建築由阿蒙·西比恩（Armand Sibien）設計，1906年開始修建，並在1908年12月開業。第一次世界大戰在1914年爆發之後，該酒店被亨利·德夫尼什·哈本收購，作為軍事醫院使用，為期五個月。酒店建築在作為醫院使用期間被損壞，在1916年前都未修復並未有開業。1924年，第一屆非正式國際象棋奧運會在大華酒店舉辦。1928年，喬治·蓋希文在下榻大華酒店時寫出《一個美國人在巴黎》。

#### 第二次世界大戰
法國政府在1936年收購了大華酒店，作為法國國防部部長官邸使用。在第二次世界大戰中的1940年10月至1944年7月的德國佔領巴黎期間，這座建築被作為駐法德軍總部使用。在納粹佔領巴黎期間，蓋世太保和黨衛隊圍繞佔領政策在大華酒店戰略激烈交鋒，包括將猶太人驅逐至集中營、對法國游擊隊的報復、對法國博物館藝術品的保護。大華酒店逐漸成為反對阿道夫·希特勒政策的中心據點，特別是卡爾-海因利希·馮·史圖爾普納格主政時期。
1942年5月22日，在萬湖會議之後，猶太人大屠殺主要策劃者之一萊茵哈德·海德里希在大華酒店進行演講，提到用一種特殊卡車殺害猶太人的計劃。他還在會議上介紹了巴黎新的警察和黨衛隊頭目卡尔·奥贝格。奧貝格被授權可在沒有佔領軍同意的情況下驅逐巴黎的猶太人。大華酒店的駐法德軍迅即發出了數百份對巴黎猶太人的驅逐令。
史圖爾普納格反對這一政策，並在他於大華酒店二層的辦公室開始暗殺希特勒的計劃。1944年7月20日，史圖爾普納格的同僚克勞斯·馮·史陶芬堡在東普魯士狼穴暗殺希特勒。史圖爾普納格也在大華酒店參與了這一行動，命令漢斯·歐提弗萊·馮·林斯特抓捕巴黎的所有黨衛隊和蓋世太保成員。同年8月25日，法國第2裝甲師從香榭麗舍大街攻入設防的克勒貝爾大街，並解放了大華酒店。

#### 二戰後作為政府大樓使用
第二次世界大戰之後，在1946年9月16日至1958年，大華酒店曾作為联合国教育、科学及文化组织（UNESCO）的第一代總部使用。此後該酒店成為法國外交部的會議中心。1960年，經濟合作暨發展組織（OECD）在大華酒店成立。1973年1月27日，巴黎和平協約在大華酒店簽訂，美國因此退出越南戰爭。1991年10月23日，結束柬越戰爭的1991年巴黎和平協定在這裡簽訂。

### 巴黎半島酒店
為節約費用，法國政府在2008年以4.6億美元的價格出售大華酒店建築給Qatari Diar公司。2014年8月1日，在經過万喜耗資3.38億歐元的重建之後，這座酒店在2014年8月1日以巴黎半島酒店的名稱重新開業, 成為歐洲第一座半島酒店。新的酒店由理查德·馬丁內特（Richard Martinet）負責建築和內裝設計。

## 克勒貝爾大街21號
半島酒店在2013年收購了位於巴黎半島酒店隔壁的第二帝國大廈。這座建築修建於1900年，是克勒貝爾大街沿線的商業建築。

## 外部連結
- Official website （页面存档备份，存于）
- Treaty of Versailles & The Hotel Majestic - UK Parliament Living Heritage （页面存档备份，存于）

48°52′16″N 2°17′36″E / 48.8710°N 2.2933°E